# Liste der Naturdenkmale in Röhl
Die Liste der Naturdenkmale in Röhl nennt die im Gemeindegebiet von Röhl ausgewiesenen Naturdenkmale (Stand 13. April 2024).

## Naturdenkmale
| Nr.         | Bezeichnung              | Lage                                          | Beschreibung                | Bild                                    |
| ----------- | ------------------------ | --------------------------------------------- | --------------------------- | --------------------------------------- |
| ND-7232-432 | Wasserfall im Palzerbach | östlich des Ortes; Abteilung Buchenbüsch Lage | Wasserfall des Pfalzerbachs | Direkt Bild zu diesem Denkmal hochladen |